# SK Autonot Jihlava
SK Autonot Jihlava je jihlavský klub národní házené, který se účastní 2. ligy. V Jihlavě má národní házená dlouholetou tradici, první zmínky o ní pochází již ze 30. let 20. století. Své domácí zápasy klub hraje na hřišti v ulici Plk. Ševce pod autobusovým nádražím. Tým používá žluté dresy. V sezóně 2009/10 klub skončil na 9. místě.
V červnu 2011 klub uspořádal na svém hřišti mezizemský zápas Čechy – Morava.
Rezervní B-tým v ročníku 2010/11 hrál Jihomoravský oblastní přebor (po 1. a 2. lize 3. nejvyšší soutěž v ČR).

## Největší úspěchy
- Kategorie dospělých
  - Mistr Československa – ženy 1958, 1959, 1966

- Mládež
  - Mistr Československa – dorostenci 1954
  - Vítěz Poháru ČR – dorostenci 1976
  - Vítěz Poháru ČR – dorostenky 1986
  - Mistr Československa – starší žáci 1961, 1962, 1971, 1973, 1979
  - Vítěz Poháru ČR – starší žáci 1984
  - Mistr Československa – mladší žáci 1988
  - Haloví mistři ČR – starší žáci 2009